# اروپستال
اروپستال (انگلیسی: Aéropostale) شرکت پوشاک آمریکایی است، که در سال ۱۹۸۷ تأسیس شد.